# LMFAO
LMFAO foi um grupo americano de rap e electro hop oriundo de Los Angeles, Estados Unidos. Foi composto pelos DJs/rappers Redfoo (Stefan Kendal Gordy, nascido em 03 de setembro de 1975) e SkyBlu (Skyler Husten Gordy, nascido em 23 de agosto de 1986). Eles são membros da Família Gordy e filho e neto, respectivamente, de Berry Gordy (fundador da Motown), sendo, portanto, tio e sobrinho. As suas músicas incorporam um tema de festa, capaz de pôr a dançar os "pés-de-chumbo". O grupo comumente refere-se ao seu estilo de música como "Party rock". LMFAO além de ser uma banda, é também um estilo de vida levado pelos "Party Rockers".
Foi anunciado a 22 de setembro de 2012, que a banda iria separar-se e os membros prosseguirão a carreira a solo, Redfoo, declarou:
| “ | Sinto que andamos a fazer isto há tanto tempo, cinco ou seis anos. Estamos como que a dizer, bem, vamos só fazer o que é natural e explorar isso, em vez de andarmos sempre a forçar. Acho que naturalmente começamos a dar-nos com tipos, dois tipos pessoas diferentes, duas multidões, mas vamos ser sempre família. | ” |

## Vida e carreira
Redfoo (Stefan Kendal Gordy) e SkyBlu (Skyler Husten Gordy) cresceram em Los Angeles no bairro de Pacific Palisades, onde eles formaram os LMFAO em 2006. Redfoo é um dos oito filhos de Berry Gordy, o fundador da Motown Records e de Nancy Leiviska, uma diretora de vídeos musicais e escritora.
SkyBlu é neto de Berry Gordy, logo RedFoo e o SkyBlu são tio e sobrinho, respectivamente. Redfoo é também ex-cunhado de Jermaine Jackson, terceiro irmão mais velho do cantor Michael Jackson.
Em entrevista à revista Shave a dupla afirmou que seu nome original era "Sexy Dudes" e posteriormente mudou a conselho de sua avó.LMFAO é normalmente usado simbolizando a "galhofa", risos e divertimento, iniciais para Laughing My Fucking Ass Off.
Eles assinaram com a gravadora Interscope em novembro de 2008.

## Influências
LMFAO cita uma vasta gama de diferentes influências, tais como rappers como Tupac Shakur, grupos de hip hop como The Black Eyed Peas, bandas de rock como The Beatles e Led Zeppelin, R&B artistas como James Brown, e Michael Jackson. Redfoo e Sky Blu são ambos devotados fãs de Michael Jackson, e eles utilizam muitos dos passos de dança do Rei do Pop. Além disso, a dupla considera como enorme inspiração Adam Goldstein, mais conhecido como "DJ AM", que foi quem os introduziu à música eletrônica. Em 2007, os LMFAO participaram do Winter Music Conference em Miami, Flórida, uma experiência que, segundo a dupla, inspirou o seu estilo musical e criativo.
Na música Party Rock Anthem eles inspiraram-se no estilo de dança chamado Melbourne Shuffle.

## Controvérsia

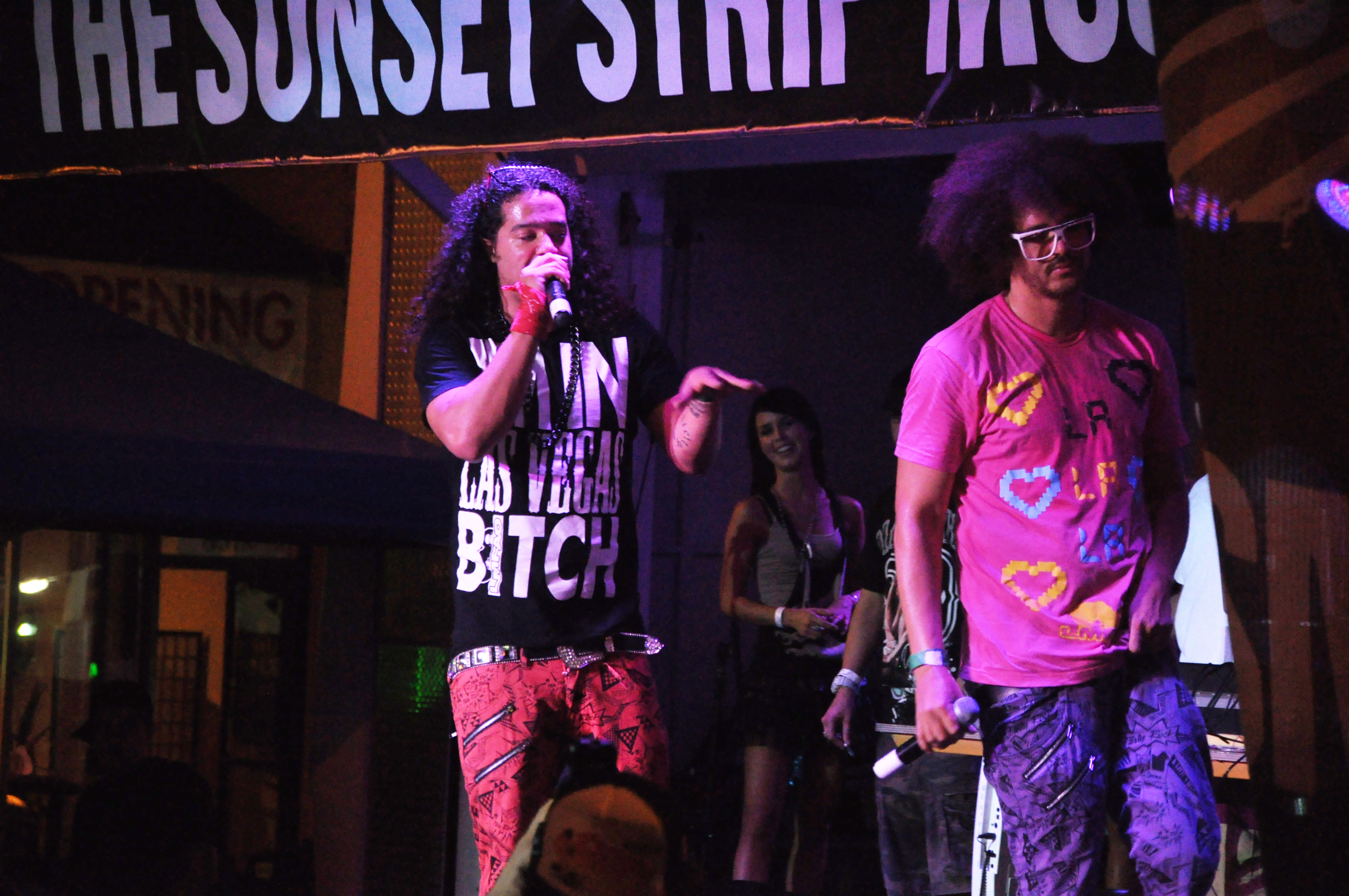
LMFAO no Sunset Strip Music Festival, em 2009.

Em fevereiro de 2010, enquanto estava num avião partindo de Vancouver rumo a Los Angeles, durante o Jogos Olímpicos de Inverno de 2010, SkyBlu envolveu-se numa briga com Mitt Romney, ex-governador de Massachusetts e candidato à Eleição presidencial dos Estados Unidos (2012). SkyBlu foi relatado por ter atacado Romney e depois foi retirado do avião. O integrante dos LMFAO foi questionado diversas vezes por Romney, que pedia para que ele reclinasse o seu assento. As reivindicações foram mencionadas no vídeo do site TMZ(que mostra SkyBlu sendo escoltado para fora da aeronave pelas autoridades).
Segundo o vídeo, SkyBlu estaria dormindo com o assento inclinado, quando Romney pediu de maneira brusca que levantasse o seu assento, tocando no seu ombro. SkyBlu assustou-se e ficou irritado, afastando a mão do ex-governador, até que a mulher de Romney começou a gritar e a chamar uma aeromoça. Depois de uma discussão e gritaria de ambas as partes, o cantor foi retirado do avião. Mais tarde, Mitt Romney ainda brincou que SkyBlu "deu um bom golpe e estragou o meu cabelo".

## Turnê
Em 2011, LMFAO abriu shows da turnê Get $leazy Tour da cantora americana Ke$ha, no período entre fevereiro e setembro; Isso fez com que ficassem ainda mais populares.

## Estilo
O grupo LMFAO, dança no ritmo de Shuffle Step, que significa, ao pé da letra, trocar, mas na gíria significa deslizar, escorregar, etc..., o ritmo Shuffle é muito usado entre adolescentes, e até crianças

## Discografia
- Party Rock (2009)
- Sorry for Party Rocking (2011)

## Prêmios e nomeações
| Ano  | Premiação                    | Categoria                              | Obra                                                                     | Resultado |
| ---- | ---------------------------- | -------------------------------------- | ------------------------------------------------------------------------ | --------- |
| 2010 | Grammy Awards                | Melhor álbum de Dance/Eletrônica       | Party Rock                                                               | Indicado  |
| 2011 | Teen Choice Awards           | Escolha música de Verão                | "Party Rock Anthem" com participação de Lauren Bennett & GoonRock        | Indicado  |
| 2011 | MTV Video Music Awards       | Melhor coreografia                     | "Party Rock Anthem" com participação de Lauren Bennett & GoonRock        | Indicado  |
| 2011 | American Music Awards        | Favorita Pop/Banda de rock/Dupla/Grupo | LMFAO                                                                    | Indicado  |
| 2011 | MTV Europe Music Awards      | Melhor novo                            | LMFAO                                                                    | Indicado  |
| 2011 | MTV Europe Music Awards      | Melhor Push                            | LMFAO                                                                    | Indicado  |
| 2012 | People's Choice Awards       | Música favorita do ano                 | "Party Rock Anthem" com participação de Lauren Bennett & GoonRock        | Indicado  |
| 2012 | People's Choice Awards       | Favorite Music Video of the Year       | "Party Rock Anthem" com participação de Lauren Bennett & GoonRock        | Indicado  |
| 2012 | NRJ Music Awards 2012        | Grupo/Dupla internacional do ano       | "LMFAO"                                                                  | Venceu    |
| 2012 | NRJ Music Awards 2012        | Vídeo de música favorito do ano        | "Party Rock Anthem" com participação de Lauren Bennett & GoonRock        | Venceu    |
| 2012 | Kids' Choice Awards 2012     | Música favorita de grupo               | LMFAO                                                                    | Indicado  |
| 2012 | Kids' Choice Awards 2012     | Música favorita do ano                 | "Party Rock Anthem" com participação de Lauren Bennett & GoonRock        | Venceu    |
| 2012 | Juno Awards 2012             | Álbum Internacional do ano             | "Sorry for Party Rocking"                                                | Indicado  |
| 2012 | Billboard Music Awards 2012  | Música Top 100                         | "Party Rock Anthem" com participação de Lauren Bennett & GoonRock        | Venceu    |
| 2012 | Billboard Music Awards 2012  | Música top de rádio                    | "Party Rock Anthem" com participação de Lauren Bennett & GoonRock        | Indicado  |
| 2012 | Billboard Music Awards 2012  | Top Streaming de música                | "Party Rock Anthem" com participação de Lauren Bennett & GoonRock        | Indicado  |
| 2012 | Billboard Music Awards 2012  | Top música digital                     | "Party Rock Anthem" com participação de Lauren Bennett & GoonRock        | Venceu    |
| 2012 | Billboard Music Awards 2012  | Top música pop                         | "Party Rock Anthem" com participação de Lauren Bennett & GoonRock        | Venceu    |
| 2012 | Billboard Music Awards 2012  | Top música de rap                      | "Party Rock Anthem" com participação de Lauren Bennett & GoonRock        | Venceu    |
| 2012 | Billboard Music Awards 2012  | Top música de dança                    | "Party Rock Anthem" com participação de Lauren Bennett & GoonRock        | Venceu    |
| 2012 | Billboard Music Awards 2012  | Top música digital                     | "Sexy and I Know It"                                                     | Indicado  |
| 2012 | Billboard Music Awards 2012  | Top música pop                         | "Sexy and I Know It"                                                     | Indicado  |
| 2012 | Billboard Music Awards 2012  | Top música de rap                      | "Sexy and I Know It"                                                     | Indicado  |
| 2012 | Billboard Music Awards 2012  | Top música de dança                    | "Sexy and I Know It"                                                     | Indicado  |
| 2012 | Billboard Music Awards 2012  | Melhor grupo/dupla                     | "LMFAO"                                                                  | Venceu    |
| 2012 | MTV Movie Awards 2012        | Melhor música                          | "Party Rock Anthem" featuring Lauren Bennett & GoonRock "21 Jump Street" | Venceu    |
| 2012 | MuchMusic Video Awards 2012  | Vídeo internacional do ano             | "Sexy and I Know It"                                                     | Venceu    |
| 2012 | MuchMusic Video Awards 2012  | Maior fluxo de vídeo do ano            | "Sexy and I Know It"                                                     | Indicado  |
| 2012 | MuchMusic Video Awards 2012  | Artista internacional                  | "LMFAO"                                                                  | Indicado  |
| 2012 | MTV Video Music Awards Japan | Melhor novo artista                    | "Party Rock Anthem" featuring Lauren Bennett & GoonRock                  | Indicado  |
| 2012 | MTV Video Music Awards Japan | Melhor coreografia                     | "Party Rock Anthem" featuring Lauren Bennett & GoonRock                  | Indicado  |